# 楊威
楊 威(よう い/ヤン・ウェイ、1980年2月8日-)は、中華人民共和国湖北省出身の元男子体操選手。北京オリンピック団体総合、個人総合金メダリスト。中国国内でのニックネームは「体操王」。

## 略歴
5歳から体操を始め、16歳で中国代表に選ばれる。楊威の体型は体操選手としては決して理想的とは言いがたいものであったが、他の選手達を圧倒する練習量で実力をつけ、2000年シドニーオリンピックでは団体総合で金メダル、個人総合で銀メダルを獲得した。
2004年、金メダルの期待を背負って出場したアテネオリンピックではまさかの不振でメダルを獲得できず、もう体操をやめようとも考えたが、その悔しさをバネに2006年の世界選手権オーフス大会では団体総合、個人総合、平行棒の3種目で金メダルを獲得した。2007年世界選手権シュトゥットガルト大会でも団体総合で優勝、個人総合でも史上初となる大会二連覇の優勝を飾った。
2008年、地元開催となった北京オリンピックでは団体総合、個人総合の両種目で金メダルを獲得した。2008年5月の四川大地震の際には、被災した四川省に寄付するため、つり輪で獲得した銀メダルをオークションに出品した。2009年5月7日に現役引退を表明。
挫折をバネにたゆまぬ練習と成長を続けてきた楊威を不屈の精神を称え中国国家体操チームの練習場には「楊威を見習おう」という看板が掲げられている。
楊威は2008年にシドニー五輪女子体操代表の楊雲と結婚した。

## 特徴
中国では比較的少ないオールラウンダーの選手で同世代の日本の冨田洋之やアメリカのポール・ハムらと何度も名勝負を繰り広げた。演技は難度重視の構成となっており、技の難度に与えられる演技価値点では冨田やハムを大きく凌いでいた。トップクラスのオールラウンダーとしては珍しく鉄棒が大の苦手。負けたときは悔しさをにじませた表情を見せるが勝った時はそれほど大喜びはしない。

## 主な成績
- 1999年　世界選手権天津大会団体総合 金、鉄棒 銅
- 2000年　シドニーオリンピック団体総合 金、個人総合 銀
- 2002年　世界選手権デブレツェン大会跳馬 銅
- 2002年　釜山アジア競技大会団体総合 金、個人総合 金
- 2003年　世界選手権アナハイム大会団体総合 金、個人総合 銀
- 2004年　アテネオリンピック団体総合 5位、個人総合 7位
- 2006年　世界選手権オーフス大会団体総合 金、個人総合 金、平行棒 金
- 2006年　ドーハアジア競技大会団体総合 金、個人総合 金、平行棒 金
- 2007年　世界選手権シュトゥットガルト大会団体総合 金、個人総合 金(ユーゴスラビアのペテル・シュミ以来81年ぶりの世界選手権での個人総合の連覇)
- 2008年　北京オリンピック団体総合 金、個人総合 金、つり輪 銀